# Philip Hoffmann
Philip Hoffmann (Spittal an der Drau, 29 agosto 2002) è uno sciatore alpino austriaco.

## Biografia
Originario di Rothenthurn di Spittal an der Drau e attivo in gare FIS dal novembre del 2018, Hoffmann ha esordito in Coppa Europa il 18 marzo 2021 a Reiteralm in slalom gigante (32º). Non ha debuttato in Coppa del Mondo né preso parte a rassegne olimpiche o iridate.

## Palmarès

### Campionati austriaci
- 1 medaglia:
  - 1 bronzo (slalom gigante nel 2020)